# Эскалеро, Франсиско
Франсиско Гарсиа Эскалеро (исп. Francisco García Escalero) — испанский серийный убийца, отправленный на принудительное лечение в психиатрическую больницу за убийства 11 человек, совершённые им между августом 1987 и апрелем 1994 года.

## Биография
Франсиско Гарсиа Эскалеро родился 24 мая 1954 года в Мадриде. Уже с детства Гарсиа часто болел и имел странности в поведении. Эскалеро часто прогуливал школу, предпочитая вместо неё мучить животных и гулять по кладбищу. Отец будущего убийцы был крайне деспотичным человеком и подвергал своего сына избиению за малейшую провинность. В 16 лет Гарсиа был исключен из школы за прогулы и неадекватное поведение, а всего через несколько месяцев за мастурбацию в общественном месте Гарсиа впервые попал в психиатрическую больницу, где ему был поставлен диагноз шизофрения.
Однако через несколько лет его выпустили, признав неопасным для себя и окружающих. Вскоре Эскалеро совершил серию краж и угон мотоцикла, за что в возрасте 19 лет в 1973 году впервые был отправлен в тюрьму. Освободившись в 1975 году, Эскалеро уже через несколько недель в состоянии алкогольного опьянения вместе с несколькими друзьями совершил групповое изнасилование несовершеннолетней, за что был приговорен к 12 годам тюремного заключения.
Освободившись досрочно в начале 1984 года, Эскалеро не смог вернуться домой, из-за отказа родителей принять его. В результате чего начал бомжевать в Мадриде. В связи с социальной деградацией Гарсиа вскоре начал злоупотреблять алкоголем и наркотиками, в результате чего на фоне шизофрении у него стали развиваться голосовые и зрительные галлюцинации, приступы беспричинной агрессии и гнева.

### Серия убийств
Первое убийство Франсиско Гарсиа Эскалеро совершил в августе 1987 года. Жертвой стала проститутка Паула Мартинес, которую убийца изнасиловал, забил до смерти, после чего расчленил тело и сжег его. Второе убийство Эскалеро совершил в марте 1988 года, жертвой стал бездомный по имени Хуан, которому преступник камнем раздробил голову во время пьяной ссоры. Через месяц Эскалеро убил и сжег тело ещё одного бездомного, личность которого так и не удалось установить. С апреля 1988 по март 1989, Эскалеро убил ещё пятерых бездомных разных полов, с некоторыми жертвами он практиковал некрофилию и каннибализм. Также известно по крайней мере об одном случае, когда маньяк похитил из могилы тело недавно умершей молодой девушки и несколько недель занимался с ним сексом.
В марте 1989 года Эскалеро во время пьяной ссоры забил до смерти 65-летнего бездомного по имени Анхель, после чего обезглавил его и съел пальцы, останки убийца сжег.
В мае 1989 года был убит бездомный Хулио, которому Эскалеро отрезал половые органы.

## Арест, суд и смерть
В июне 1989 года Гарсиа вновь попадает в психиатрическую больницу. 6 апреля 1994 года, Франсиско Гарсиа Эскалеро вместе с другим пациентом Виктором Луисом Криадо совершил побег из больницы. В течение 48 часов полиция обнаружила Криадо забитым до смерти в нескольких километрах от психиатрической лечебницы. Ещё через 2 дня им удалось задержать убийцу. Вскоре Эскалеро сознался в убийстве Криадо во время пьяной ссоры, а также в других убийствах, в которых ранее его никто не подозревал. Во время расследования он пытался совершить самоубийство, выпрыгнув из окна, однако лишь сломал ногу и получил несколько ушибов.
В феврале 1995 года суд признал Франсиско Гарсию Эскалеро виновным в 11 убийствах. Кроме того, признал его больным хроническим алкоголизмом, наркотической зависимостью и тяжелой формой шизофрении, в связи с тем назначил в качестве наказания принудительные меры медицинского характера, освободив от уголовной ответственности.
На протяжении последующих 19 лет серийный убийца содержался в психиатрическом крыле тюрьмы с наивысшим уровнем безопасности «Fontcalent». По словам персонала исправительного учреждения, Эскалеро за все 19 лет ни разу не проявил признаков агрессии или неадекватного поведения, скорее наоборот — был общительным и дружелюбным.
Франсиско Гарсиа Эскалеро умер около 15:00 по местному времени 19 августа 2014 года в психиатрической больнице в результате несчастного случая, подавившись косточкой от вишни, которую в тюремной столовой давали в обед на десерт.